# Liste der Monuments historiques in Allenjoie
Die Liste der Monuments historiques in Allenjoie führt die Monuments historiques in der französischen Gemeinde Allenjoie auf.

## Liste der Objekte
| Bezeichnung     | Beschreibung                                                     | Standort                              | Kennzeichnung | Schutzstatus | Datum | Bild |
| --------------- | ---------------------------------------------------------------- | ------------------------------------- | ------------- | ------------ | ----- | ---- |
| Abendmahlskanne | Zinn, 18. Jahrhundert                                            | in der protestantischen Kirche (Lage) | PM25000006    | Classé       | 1961  |      |
| Abendmahlskanne | Zinn, bezeichnet 1750, Zinngießer Jean-Georges Morel             | in der protestantischen Kirche (Lage) | PM25000007    | Classé       | 1961  |      |
| Patene          | Silber, 17. Jahrhundert, Goldschmied Jacques Wild                | in der protestantischen Kirche (Lage) | PM25000008    | Classé       | 1961  |      |
| Kelch           | Silber, vergoldet, 17. Jahrhundert, Goldschmied Pierre Baguesson | in der protestantischen Kirche (Lage) | PM25000009    | Classé       | 1961  |      |